# Island Air
Hawaii Island Air, Inc., що діє як Island Air, — колишня регіональна авіакомпанія Сполучених Штатів Америки зі штаб-квартирою в Гонолулу (Гаваї), що здійснює регулярні пасажирські перевезення між аеропортами Гавайських островів. Портом приписки авіакомпанії і її головним транзитним вузлом (хабом) є міжнародний аеропорт Гонолулу, ще один хаб перевізника знаходиться в аеропорт Кахулуї на острові Мауї.
Припинила діяльність 11 листопада 2017 року
Island Air має код-шерінгові угоди з магістральними авіакомпаніями США Continental Airlines, Hawaiian Airlines і United Airlines, а також з регіональним перевізником go!.

## Історія

### Princeville Airways
Авіакомпанія Princeville Airways була створена в 1980 році як дочірнє підприємство в штаті Колорадо нафтовидобувної компанії «Consolidated Oil and Gas». Princeville Airways почала операційну діяльність 9 вересня 1980 року з виконання чартерних перевезень між Гонолулу і Прінсвіллом на двох літаках De Havilland Canada DHC-6 Twin Otter. Через деякій час флот виріс до восьми лайнерів DHC-6, і авіакомпанія ввела регулярний маршрут Гонолулу-Прінсвілл.

### Aloha IslandAir

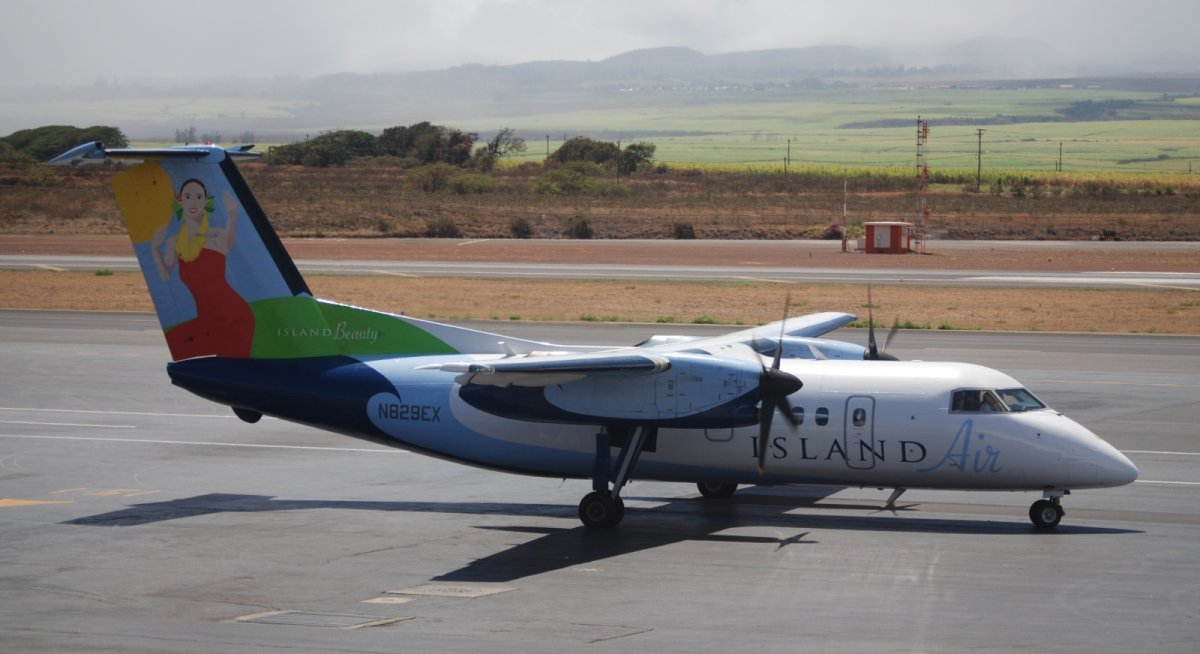
Dash 8-100 авіакомпанії Island Air в новій лівреї (після 2006 року)

У травні 1987 року нафтовидобувна компанія «Consolidated Oil and Gas» продала свою дочірню фірму авіаційного холдингу Aloha Air Group — власнику північноамериканського магістрала Aloha Airlines. Авіакомпанія змінила офіційну назву на Aloha IslandAir, а її діяльність була переорієнтована на виконання регулярних перевезень між аеропортами Гавайських островів на тих маршрутах, де більш місткий флот Aloha Airlines опинявся неефективним через невеликі завантажень пасажирських напрямків. У червні 1992 року авіакомпанія черговий раз була перейменована і отримала сучасну назву Island Air.
У 1995 році компанія отримала сертифікат експлуатанта Федерального управління цивільної авіації США, що дозволяв здійснювати пасажирські перевезення на літаках регіонального класу, в тому числі і на маршрутах між аеропортами Гавайських островів. У квітні того ж року Island Air придбала свій перший лайнер De Havilland Canada Dash 8 місткістю 37 пасажирських місць.

### Hawaii Island Air
У грудні 2003 року керівництво Island Air повідомило про плановане придбання авіакомпанії інвестиційним холдингом «Gavarnie Holding LLC». Угода була закрита 11 травня наступного року, після чого перевізник став третьою за величиною незалежною авіакомпанією Гавайських островів, змінив свою назву на Hawaii Island Air, однак продовжив операційну діяльність під колишньою торговою маркою. Зміна власності авіакомпанії спричинила за собою істотне розширення парку повітряних суден і розширення її маршрутної мережі.
У травні 2008 року Island Air увійшла в список Федеральної програми США Essential Air Service (EAS) щодо забезпечення повітряного сполучення між невеликими населеними пунктами країни і оголосила про відкриття з середини вересня субсидованих федеральним урядом регулярних пасажирських рейсів з міжнародного аеропорту Канзас-Сіті в аеропорти Джопліна (Міссурі), Гранд-Айленд (Небраска), Гаррісона і Хот-Спрінгса (Арканзас). В червні місяці компанія відмовилася від контракту за програмою EAS, посилаючись на занадто високі ціни на паливо і недостатню укомплектованість штату працівників.
У травні 2010 року штатна чисельність авіакомпанії Island Air становила трохи менше трьохсот осіб.

## Маршрутна мережа
У жовтні 2010 року маршрутна мережа регулярних перевезень авіакомпанії Island Air включала сім напрямків між аеропортами Гавайських островів:

### Сполучені Штати
- Гаваї
  - Гонолулу — міжнародний аеропорт Гонолулу
  - Капалуа — аеропорт Капалуа
  - Кахулуи — аеропорт Кахулуї
  - Кона — міжнародний аеропорт Кона
  - Ланаї — аеропорт Ланаї
  - Ліхуе — аеропорт Ліхуе
  - Молокаї — аеропорт Молокаї

До 17 серпня 2009 року компанія виконувала регулярні рейси між Гонолулу і Хіло.

## Флот

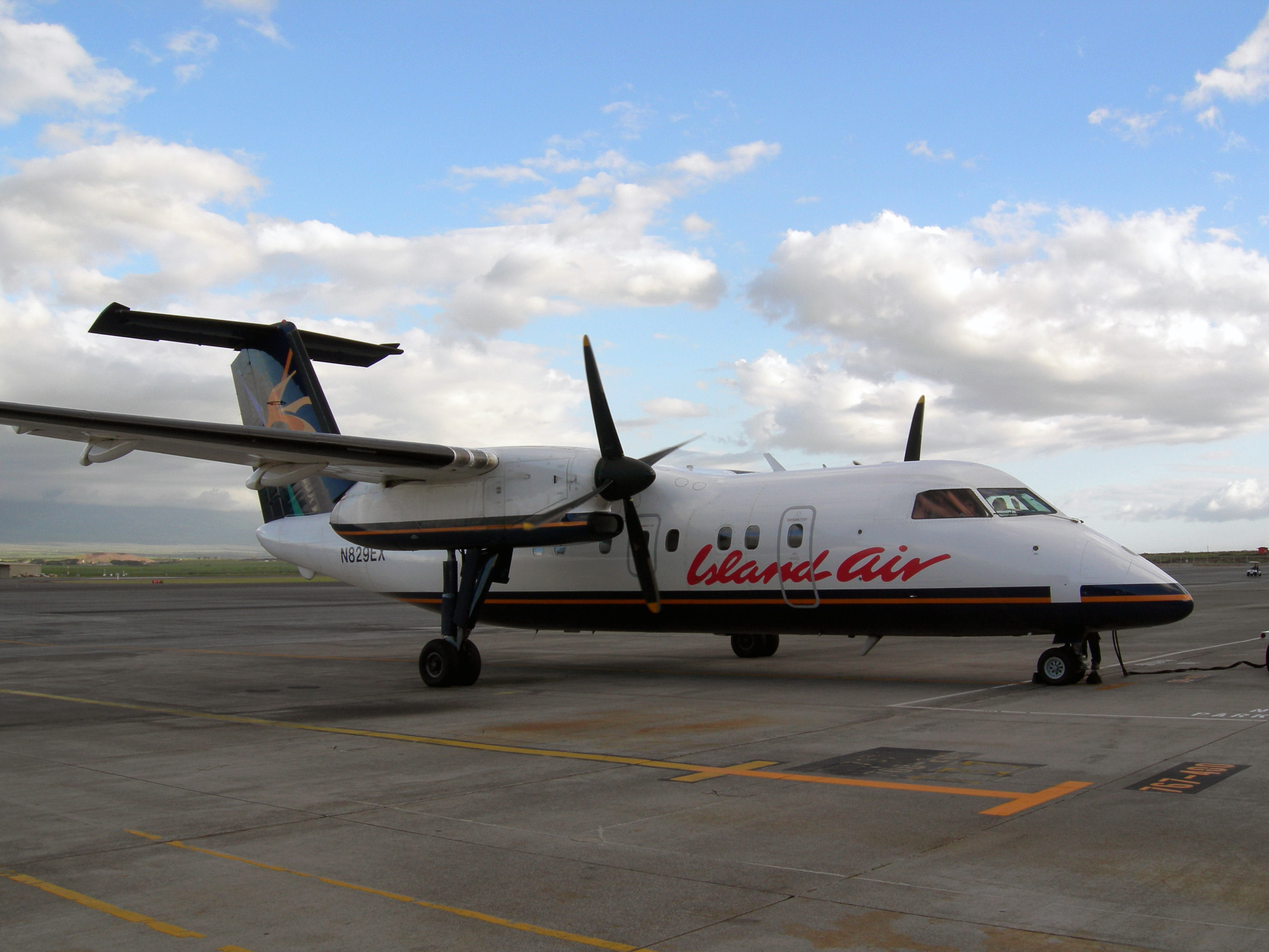
Dash 8-100 авіакомпанії в колишній лівреї (до 2006 року)

Станом на жовтень 2016 року повітряний флот авіакомпанії Island Air складали наступні літаки:
| Тип літака | Всього | Пасажирських місць |
| ATR 72     | 5      | 64                 |

## Послуги

### Cloud 9
Island Air має власну бонусну програму заохочення часто літаючих пасажирів «Cloud 9», взаємними партнерами якої є бонусні програми магістральних авіакомпаній Hawaiian Airlines, Continental Airlines і United Airlines.
Вступ в «Cloud 9» не вимагає початкових і членських внесків, накопичені бонусні милі дійсні протягом трьох років з дня вчинення польоту на рейсі авіакомпанії. У разі, якщо пасажиром не відбувалося жодного польоту протягом двох років, накопичені бонуси переводяться в заморожений стан (англ. inactive status) і згодом можуть бути анульовані. Право на безкоштовний квиток авіакомпанії надається після нарахованих бонусів за дев'ять здійснених польотів.

## Авіаподії і нещасні випадки
- 28 жовтня 1989 року. Літак de Havilland Canada DHC-6 Twin Otter (реєстраційний N707PV) авіакомпанії Aloha IslandAir, що прямував регулярним рейсом 1712 з міжнародного аеропорту Кахулуї в аеропорт Молокаї, при виході на посадковий курс зіткнувся з вершиною гори в районі затоки Алава (острів Молокаї). Загинули всі 20 осіб, які перебували на борту лайнера, включаючи 8 співробітників обслуговчого персоналу волейбольної команди молокайської Вищої школи. Причиною катастрофи стало фатальне рішення пілота продовжити за візуальними правилами політ у нічний час і при метеоумовах, що потребують інструментального заходження на посадку[11].